# Dubbelspel (televisieserie)
Dubbelspel is een Vlaamse soapserie van VTM die wordt vertoond tijdens de zomermaanden. De reeks bestaat uit korte afleveringen die enkel via het internet te bekijken zijn, meer bepaald via de website en de mobiele applicatie van de zender.

## Verhaal
Centraal in het verhaal staat Laura Vande Kasteele, een jonge vrouw die in het verleden geregeld werd gepest op de sociale media. Om iedereen lik op stuk te geven, droomt ze ervan om ooit rijk en beroemd te worden. Wanneer een dubieuze figuur haar meent te kunnen lanceren in de modellenwereld, gaat ze daar dan ook op in. 

## Rolverdeling
- Anthony Arandia - Vic Sloeck
- Annelies Boel - Mieke Freyant
- Tinne Ceuppens - Laura Vande Kasteele
- Nathan Naenen - Pieter Lederveld
- Jacob Ooghe - Paul
- Ann Tuts - Yvonne
- Peter Van Asbroeck - Dirk
- Pieter Verelst - Kevin Darvein

## Trivia
- Dubbelspel is de eerste en tot dusver enige fictiereeks van VTM die uitsluitend online werd aangeboden, dus zonder uitzendingen op televisie. Eerder maakte de zender wel al exclusieve webafleveringen die bij de televisiesoap Familie horen.
- Behalve Ann Tuts en Anthony Arandia was de voltallige cast een jaar eerder te zien in het 24ste seizoen van Familie en/of in de daarvan afgeleide webreeks De Zaak Bart, weliswaar in andere rollen.
- De buitenopnames voor de serie gebeurden voornamelijk in Mechelen en op de terreinen van voetbalclub KFC Eppegem.